# Дует „Мания“
Дует „Мания“ е български поп дует, създаден в София през 1999 година.
Сестрите Юлия и Даниела започват своето музикално развитие още в ранно детство в родния си град Димитровград. На възраст съответно 11 г. и 13 г. започват да пеят в детски хор „Щастливо детство“ и са вокалистки на вокално-инструментална група „Искри“. След завършване на средното си образование и Даниела и Юлия са вокалистки на групата на баща си „Консонанс“. 
През 1999 година са забелязани от музикалния продуцент Вальо Марков, „PolySound“. Той дава името им дует „Мания“ и подписва договор за звукозаписна дейност с тях..
През 1999 година момичетата записват своя първи албум, озаглавен „Не е истина“, издаден от PolySound. Албумът включва хитовете „Светът е за двама“, „Песента на щурците“, „Не е истина“, „Не искам, не мога“. Албумът „Не е истина“ е един от най-продаваните албуми в България през 2000 година. Продадени са повече от 50000 копия. Всички песни от албума стават част от серия хит-компилации, издадени от PolySound „Клубна Атака“. През 2000 година дует Мания е обявен за „Най-добър дует на 2000“ от Арт Рок Център. Дует Мания е един от най-успешните поп дуети в България.
През 2001 г. песента „Не искам, не мога“ (музика – Мария Нейкова, аранжимент – Стамен Янев, Виктор Стоянов, текст – Александър Петров) става хит на БГ радио и е включена в компилацията „Любими песни за любими хора“.
Вторият албум на дует Мания, „Хладни очи“, е издаден от Select Music през 2003 година. Продуценти на албума са Дует Мания, разпространител е Стефкос Мюзик. Албумът "Хладни очи" включва хитовете „Много далеч", „Дъжд от любов“, "Ще бъда там", "Хладни очи", "Бяло" и др. Песента „Много далеч“ става Златен хит на Планета ТВ през 2003 година. През лятото на 2003 година Дует Мания са специално поканени от примата на българската поп музика - Лили Иванова като подгряваща група на неин концерт, на който присъства Жан-Клод Ван Дам.
През 2005 година Даниела и Юлия записват песента „Whatcha waiting for“, по музика на Иван Динев и аранжимент на Симеон Сомлев, ДиТракс студио, последван веднага от втори сингъл „Bitter-sweet“, написан специално за конкурса за песен Евровизия. Представянето на дует Мания на Евровизия им донася огромна популярност в Европа.
Дует Мания участва в множество музикални събития и концерти заедно с най-известните български изпълнители – Лили Иванова, Васил Найденов, Силвия Кацарова, Васил Петров, Маргарита Хранова, Йорданка Христова, Петя Буюклиева, Тоника СВ, Илия Ангелов, Камелия Тодорова и БТР. Сестрите също записват беквокали за Георги Христов, Камелия Тодорова, Петя Буюклиева, Илия Ангелов.
Даниела и Юлия имат концерти по цял святи спечелват сърцата на милиони фенове в Норвегия, Германия, Дания, Русия, Кипър, Израел, Египет, Чехия, Англия, Ирландия, Швейцария, Северна Македония, Китай, Южна Корея и САЩ.
През 2007 година записват песента „Не познавах теб“, написана от Магомед Алиев - Мага.
През април 2007 година Юлия и нейният съпруг посрещат своята първа рожба. Същата година Даниела се омъжва за бившия пианист на група „Латино партизани“ Ивелин Атанасов и двамата се установяват да живеят в Ню Йорк.

## Ранно детство
Даниела и Юлия са родени в малко градче разположено в южната част на България, Димитровград.
Израстват в музикална среда, покрай баща си, който е китарист и певец. Той е човекът, който вдъхновява момичетата да започнат да пеят още от ранно детство. Дядо им е бил кавалджия, а баба им, народна певица. Майка им е бивша манекенка и художничка.
И двете завършват средното си образование в ПМГ „Иван Вазов“, Димитровград.
На 11 и 13 години, Юлия и Даниела започват да пеят в детски хор „Щастливо детство“ с диригент Стоянка Рошманова. С хор „Щастливо детство“ те са част от редица музикални фестивали и конкурси и винаги се прибират у дома с първи награди. На същата възраст Даниела и Юлия повлияни от филма „Божествени тела“ се влюбват в аеробиката и през 2003 година стават лицензирани инструктори по аеробика и степ-аеробика.
На 13 и 15 години те са вокалистки на детска вокално-инструментална група „Искри“. След завършване на средното си образование, една след друга, Даниела и Юлия стават вокалистки на групата на баща си „Консонанс“.

## Музикална кариера
Дует Мания е създаден през 1999 година от музикалния продуцент Вальо Марков, PolySound.
До 1998 година и двете сестри пеят самостоятелно.
Даниела завършва поп и джаз пеене в Национална Музикална Академия „Панчо Владигеров“ в класа на проф. Стефка Оникян.. Учи саксофон при проф. Влайо Влаев. Юлия ходи на уроци по пеене при проф. Стефка Оникян.
Сестрите започват да пеят за първи път заедно през 1998 година като вокалистки на групата „Step on fire“. Те подписват договор с музикална агенция „RAM“ и започват да пеят на круизни кораби на компанията „Color line“, пътуващи от Норвегия до Дания и Германия. През 1999 година участват в Международния музикален фестивал за млади таланти „Melfest“ в Македония, с песента „When you believe“ и печелят първа награда. Същата година те записват своя първи сингъл като дует Мания, „Светът е за двама“ (музика – Мария Нейкова, аранжимент – Стамен Янев, Виктор Стоянов, текст – Димитър Точев), който им донася огромен успех. Сингълът е кавър на българска популярна песен, записана от Орлин Горанов през 1990 година.
Вторият им сингъл „Песента на щурците“ (музика – Мария Ганева, аранжимент – Стамен Янев, Виктор Стоянов, текст – Димитър Керелезов) се превръща във вторият им голям хит. Тази песен е кавър на популярна българска песен, записана от Роксана Белева през 1984 година. Следващата им хитова песен е „Не е истина“. (музика – Васил Новаков, аранжимент – Стамен Янев, Виктор Стоянов, текст – Александър Петров). Но сингълът „Не искам, не мога“ (музика – Мария Нейкова, аранжимент – Стамен Янев, Виктор Стоянов, текст – Александър Петров) е техният най-голям хит. Песента става Хит на БГ радио и е част от две компилации „Клубна Атака“, PolySound и „Любими песни за любими хора“, БГ радио. Песента „Не искам, не мога“ се приема за български евъргрийн.
Първият албум на дует Мания е издаден през 1999 година.
През 2000 година, по време на турне в Република Македония, дует Мания са подгряваща група на сръбския певец Желко Самарджич. През 2000 година дует Мания е обявен за „Най-добър дует на 2000 година“ от Арт-Рок център. Същата година сестрите участват на Световния шампионат по Изкуствата, в Лос Анджелис, Калифорния и печелят 1-ва награда и златен медал с песента „When you believe“ в категория за женски поп дует. По време на шампионата сестрите са забелязани от представители на звукозаписни компании, модни агенции и продуценти на ТВ реклами, които проявяват интерес да работят с Даниела и Юлия и им предлагат договори за 2001 година. Веднага след шампионата дует Мания заминава за Норвегия, където отново пее на круизни кораби на компанията „Color line“ заедно с групата „Step on fire“. След изтичането на договора им в началото на септември 2001 година, дует Мания са поканени да пеят в Чикаго на 14 септември. На 11 септември Световният Търговски Център в Ню Йорк е разрушен при терористична атака и много хора изгубват живота си. Трагедията спира сестрите от тяхното завръщане в Америка и желанието им да преследват мечтите си там е дълбоко погребано. Същата година дует Мания създават Лас Вегас стил шоу заедно с балет „Shake dance“ и го наричат „Shake Mania“. Шоуто е създадено само и единствено за компанията „Color line“.
През 2003 година Даниела и Юлия са поканени да участват на Международния фестивал на песента и изкуството в Нан Нин, Китай. Те пеят на десет открити сцени и на сцената на Наннинския театър. Сестрите са на кориците на китайските вестници и списания и в телевизионен ефир. Повече от 16 милиона хора се запознават с дует Мания и тяхното творчество. През ноември, 2003 година сестрите издават своя втори албум „Хладни очи“. Популярни хитове стават песните „Много далеч“ (музика и аранжимент – Виктор Стоянов, текст – Гергана Турийска), номинирана като „Златен Хит на Планета ТВ“, „Хладни очи“ (музика и аранжимент – Стамен Янев, текст – Десислава Софранова), „Дъжд от любов“ (музика и аранжимент – Стамен Янев, текст – Гергана Турийска), "Ще бъда там" (музика - Тодор Георгиев, аранжимент - Стамен Янев, текст - Даниела Петкова), "Бяло" (музика и аранжимент - Мирослав Гечев, Тихомир Георгиев, текст - Христо Петров, Тихомир Георгиев), и др.
През 2004 г. Дует Мания са поканени да участват в Международния фестивал Meet in Beijing, Китай. Там те участват заедно с рок групата БТР.. Същата година участват в международния конкурс за песен „Universtalent“ в Прага, Чехия, където печелят трета награда с песента „Хладни очи“.
През 2005 година сестрите приемат ново предизвикателство. След кратка творческа пауза, през 2005 година Юлия и Даниела записват сингъла Whatcha waiting for (музика и аранжимент – Иван Динев, Симеон Сомлев, текст – Крум Георгиев) с идеята да участват на най-големия европейски музикален конкурс за песен Евровизия. Но техния мениджър Стефан Широков, настоява те да се явят с друга песен, Bittersweet, написана специално за конкурса от Георги Гогов, цигулар и басист на немската рок група City. Тяхното участие на Евровизия им донася огромна популярност в Европа и хиляди фенове. Същата година те участват на друг музикален фестивал Discovery във Варна. Получават награда за най-добро изпълнение. Същата година подписват договор с корейска музикална компания и заминават да пеят в Сеул, Южна Корея. През 2006 година Даниела и Юлия са поканени да участват на Blues to Bob Festival в Лугано, Швейцария. Участват заедно с Васил Петров и Ангел Заберски – пиано, Ивелин Атанасов – пиано, Митко Шанов – бас, Митко Семов – ударни. През август, 2005 година са гост-изпълнители на Mеждународния джаз фестивал в град Банско , където участват заедно със своята група музиканти Ивелин Атанасов – пиано, Радослав Славчев – бас, Кирил Ташков – китара, Стоян Копринков – ударни.
През 2007 година сестрите записват нов сингъл „Не познавах теб“ (музика и аранжимент – Мага, текст – Гергана Турийска) и заснемат видео към песента.. Същата година приятелят на Даниела, Ивелин Атанасов, бивш пианист на групата „Латино партизани“, спечелва зелена карта и ѝ предлага брак.. Те се оженват и заминават за Ню Йорк.
От 2008 година сестрите имат концерти основно в САЩ.
През лятото на 2009 година Дует Мания са поканени да пеят на круизен кораб M/S Julia, пътуващ от Корк, Ирландия до Суонзи, Уелс.
През лятото на 2011 година те са подгряваща група на АББА на частно парти в резиденция Бояна.
През 2014 година Даниела и нейният съпруг напускат Ню Йорк и окончателно се прибират да живеят в България.. Двете сестри са отново заедно и музикалната кариера на дует Мания отново набира скорост. Същата година записват сингълът „Хиляди въпроси“ по музика и аранжимент на Стамен Янев и текст на Гери Турийска.
През 2015 година излиза ремикса на най-големият им хит „Не искам, не мога“, направен от DJ Diass. Същата година са поканени от Русенска филхармония да участват в поредица от концерти „АББА Трибют“. Даниела и Юлия представят „АББА Трибют“ заедно с Русенска филхармония с диригент Димитър Косев в Русе, Силистра и Попово, където изправят публиката на крака многократно.
През 2016 година следват поредица от сингли. Първият от тях е „Whatcha waiting for“, ремикс на песента, записана през 2005 година специално за конкурса Евровизия, по музика на Иван Динев, аранжимент на Светлин Къслев и текст на Крум Георгиев. Следващият сингъл е „Първа среща“ със специалното участие на рапъра Джулиъс Селестин, по музика и аранжимент на Александър Костов и текст на Валентина Ценова. Същата година директора на Международния музикален фестивал „Discovery“, Доно Цветков, пише за тях две песни – коледната песен „Бяла приказка“ и песента „Ако дал си надежда“, записана заедно с детско шлагерно студио „Да“. „Бяла приказка“ е включена в коледния албум „Приказка сребърнобяла“, а „Ако дал си надежда“ в албума „Вълшебници“. През лятото на 2015, 2016 и 2017 година Даниела и Юлия представят шоуто "АББА Трибют" и "Queens of Dance & Soul Show" в един от най-луксозните летни курорти в България, Слънчев бряг. Три поредни години – 2016 г., 2017 г. и 2018 г. Дует Мания са специални гости на Международния музикален фестивал „Discovery“ във Варна.
През юни 2017 година Дует Мания са обявени за „Артист на седмицата“ от Маркет Радио. Същата година излиза сингълът „Формата“ по музика и аранжимент на съпруга на Даниела, Ивелин Атанасов и текст на Даниела Петкова, провокиран от неправдите в музикалния бизнес в България, отношението на медиите към българските поп изпълнители и една случка, в която дуета става жертва на измама от страна на човек от рапърската гилдия. Същата година Даниела и Юлия пеят на туристически кораб, M/S Amorella на финландската компания „Viking Line“ с групата „Groove connection“, пътуващ от Финландия до Швеция. През 2017 година Даниела и Юлия за първи път се появяват на сцената на музикалния фестивал „Бургас и морето“ с песента „Парещи следи“ по музика и аранжимент на Стамен Янев и текст на Валентина Ценова. Същата година сестрите издават и сингъла „Твоя бях“ по музика и аранжимент на Александър Костов и текст на Валентина Ценова
През 2018 г. гостуват за първи път на сцената на летния театър във Варна в празничен концерт организиран от община „Приморски“. През юни, 2018 година Дует Мания са обявени за „Най-добър дует на 2018 г.“ на 21-те годишни награди за мода, стил и шоубизнес във Варна. През лятото на 2018 г. излиза баладата „Събуди ме“ по музика и текст на Даниела Петкова и аранжимент на Живко Василев, провокирана от раздялата на Даниела с нейния съпруг. През август, 2018 година Дует Мания заедно със Старозагорският филхармоничен оркестър с диригент Найден Тодоров, откриват Bansko Opera Fest с едночасов концерт - "АББА Трибют".  Същата година са поканени да участват на сцената на Sofia Song Festival, където представят песента "Бягат минутите" по музика и аранжимент на Стамен Янев и текст на Валентина Ценова. През декември, 2018 година сестрите издават сингъла "2 в 1" по музика и аранжимент на Радо Минев - RadoRe и текст на Росен Кукошаров. В проекта участват бащата на Даниела и Юлия, китариста Ташо Петков и дъщерята на Юлия, младата рап-изпълнителка Nessy I. "2 в 1" е  семеен проект, който събира на сцената три поколения. 
На 10-ти октомври, 2019 година Дует Мания oтпразнува своя 20 годишен юбилей с грандиозен двучасов концерт, който се провежда на сцената на Music Jam. Специални гости са Акага, Орлин Павлов, Янка Рупкина, Таня Тингарова, Sly Geralds, Ансамбъл Чинари, и др. 
По време на Пандемията, през 2020 година Даниела и Юлия са поканени да участват в голям международен музикален проект. Песента "Родна земя" е написана от казахстанския композитор - Толеген Мухамеджанов, а текста е написан от поета Шомишбай Сариев. Певци от 14 държави са поканени да участват в проекта. Всички изпълнители пеят не само на казахстански, но и на своя роден език.
През март, 2021 година Дует Мания са част от концертното мини-турне "Ало, ало слънчице" заедно с Искрен Пецов и Петя Буюклиева, което се провежда в три града - Русе, Шумен и Варна. Всички песни, които са включени в концерта са написани от композитора Доно Цветков. През юни, 2021 година като лауреати на Музикалния фестивал "Откритие", Варна Дует Мания са поканени лично от директора на фестивала - Доно Цветков да участват в юбилейният концерт "30 години Откритие".  
На 23-ти октомври, 2021 година, Дует Мания и Братя Аргирови записват баладата "Подарък". Песента е написана от композитора Доно Цветков, аранжимента е на Красимир Илиев, а текста е по стихове на Стефан Стефанов. Продуцент на проекта е фондация "Откритие". "Подарък" бързо завладява сърцата на феновете на Дует Мания и Братя Аргирови и се превръща в най-често излъчваната песен по българските радиостанции. 
През декември, 2021 година Дует Мания реализират нов Коледен проект "В нощта на Рождество". Музиката е на Радо Минев - RadoRe, аранжимента на Георги Пармаков, по стихове на Райна Недялкова. Песента  има акустично звучене, поради своя симплистичен аранжимент (Пиано - Георги Пармаков, контрабас - Юри Божинов, кахон - Бисер Овчаров). Дует Мания записва сингълът " В нощта на Рождество", за да зарадва страдащата от диабет поетеса Райна Недялкова. На 22-ри декември, 2021 година Даниела реализира своята първа стихосбирка "Попътен вятър".  
През декември, 2021 година Дует Мания и Братя Аргирови са поканени да участват в Новогодишен благотворителен концерт на БНТ "Новогодишна приказка". 
През 2022 година Дует Мания заедно с Братя Аргирови и още български изпълнители са част от благотворителен концерт в подкрепа на децата от Украйна "Мир, любов и съпричастност" провел се в Борисовата Градина в София.  През април, 2022 година, Даниела и Юлия са жури на детския музикален фестивал "Шанс", Димитровград.  През юни 2022 година, Дует Мания реализират още един детски проект "Кокиче" по музика на Доно Цветков, аранжимент на Красимир Илиев и текст на Райна Пенева.  През октомври 2022 година сингълът "Подарък" става част от новия албум на Братя Аргирови " Както ви обичаме".  През октомври, 2022 година Даниела и Юлия записват още един сингъл "Аз и ти". Музиката е написана от сестрите, текста е на Даниела, а аранжимента е на Дидо от Дийп Зоун Проджект. Въпреки че кантото е написано във фънк стил, аранжимента има съвременно електронно денс звучене.  През октомври, 2022 година Дует Мания са жури на още едно детско музикално събитие, а именно Европейския детски фестивал за песен " Златни искри", Варна.   През ноември, 2022 година Дует Мания са част от поредно концертно мини-турне заедно с Искрен Пецов и Петя Буюклиева - "Хвърчила", което се провежда в Русе и Варна. Там те изпълняват детски песни написани от композитора Доно Цветков.  На 17-ти ноември, 2022 година Дует Мания реализира своя 3-ти албум "Подарък". Албумът съдържа 17 песни. Композиторите, с които дует Мания работи в 3-тия си албум са: Мага, Стамен Янев, Александър Костов, Радо Минев - RadoRe и др. Продуцент на албума е Дует Мания, а издател и разпространител Riva Sound. Записите, както и звукообработка и мастеринг на албума са направени от Росен Стоев, Reptilla Studio.   През ноември, 2022 Даниела и Юлия изнасят два благотворителни концерта за деца и младежи с увреждания при Център "Радост", Варна и Център "Градина Вдъхновение", Божурище.  През декември, 2022 година, Дует Мания участват в Новогодишният благотворителен концерт на БНТ "Новогодишна приказка".

## Влияние
Музикални идоли на групата са: Марая Кери, Уитни Хюстън, Арета Франклин, Селин Дион, Тина Търнър, Дона Самър, Кристина Агилера, Бионсе Ноулс, Пинк, Майкъл Джаксън, Шака Кан, Куул енд дъ Генг, Дестинис Чайлд, Гладис Найт, Пати Лабел, Дженифър Хъдсън.
Любими саксофонисти на Даниела са: Мейсео Паркър, Джерълд Олбрайт, Майкъл Брекър, Кени Джи, Кенди Дълфър, Дейвид Санборн, Ерик Мариентал, Чарли Паркър, Джон Колтрейн.

## Личен живот
Юлия се омъжва за Емил Димитров през 2002 година. През април 2007 година те посрещат своята първа рожба – Ванеса. През март 2007 година Даниела се омъжва за Ивелин Атанасов, бивш пианист на „Латино партизани“. През 2018 година бракът им официално приключва. През май 2019 година Юлия и нейният съпруг, Емил посрещат своята втора рожба - Александър.

## Благотворителна дейност
Сестрите подпомагат детски дом в Панагюрище.
Даниела споделя: „Никога няма да забравя как написах коледни пожелания на 55 коледни картички. Всяко пожелание, което написах беше различно от останалите, защото исках да накарам всяко едно дете да се почувства специално. Организирахме концерт специално за тях.
Занесохме им огромна торта с техните любими приказни герои. Никога няма да забравя как личицата им грееха от щастие...“
През 2000 година сестрите са част от серия благотворителни концерти „Против СПИН“.
През 2006 година момичетата са част от благотворителен концерт в НДК, „Не на дрогата“.
През 2012 година дует Мания участва в концерт за събиране на средства „Cycle for Survival“ за изследвания и откриване на лек против рака в Memorial Sloan-Kettering Cancer Center, Ню Йорк.
През 2018 година дует Мания участва в благотворителен концерт за деца и младежи с увреждания "Градина Вдъхновение", Божурище.
През 2022 година дует Мания участва в благотворителния концерт в помощ на децата от Украйна "Мир, любов и съпричастност", Борисова градина, София.
През 2022 година дует Мания участва в благотворителен концерт за деца и младежи с увреждания при Център "Радост", Варна.
През 2022 година дует Мания участва в благотворителен концерт за деца и младежи с увреждания "Градина Вдъхновение", Божурище.

## Филми
| 2000 | Всеки своя пътека си има | Дует Мания | Филм за техния живот и музикална кариера |
| 2003 | Дует Мания в Китай       | Дует Мания | Филм за техните концерти в Китай (БНТ)   |
| 2006 | Нищо подобно             | Дует Мания | Енифилм – (ТВ 3)                         |

## Дискография
Студио албуми
- 1999: Не е истина
- 2003: Хладни очи
- 2022: Подарък

Сингли
- 1999: Светът е за двама
- 1999:  Бг реге
- 1999: Песента на щурците
- 1999: Не е истина
- 1999: Не искам, не мога
- 1999: Продължавай
- 2003: Хладни очи
- 2003: Много далеч
- 2003: Дъжд от любов
- 2003: Ще бъда там
- 2005: Whatcha Waiting For
- 2005: Bitter-sweet
- 2007: Не познавах теб
- 2014: Хиляди въпроси
- 2015: Не искам, не мога /remix/
- 2016: Ако дал си надежда
- 2016: Бяла приказка
- 2016: Първа среща
- 2016: Whatcha waiting for /remix/
- 2017: Формата
- 2017: Парещи следи
- 2018: Бягат минутите
- 2018: Две в едно
- 2018: Събуди ме
- 2018: Твоя бях
- 2021: В нощта на Рождество
- 2021: Подарък
- 2021: Кокиче

## Награди и номинации
1. 1999 – Международен фестивал за млади таланти – Melfest, Северна Македония – 1-ва награда
2. 2000 – Световен шампионат по изкуствата, Лос Анджелис, Калифорния – 1-ва награда и златен медал
3. 2000 – Арт Рок Център, София, България – Най-добър дует за 2000
4. 2003 – Пролетен конкурс на радио Хоризонт, Българско национално радио – 3-та награда
5. 2004 – International Song Contest, Universetalent, Прага, Чехия – 3-та награда
6. 2004 – International Art and Music Festival – Наннинг, Китай
7. 2004 – International Music Festival, Meet in Пекин, Китай
8. 2005 – Международен фестивал на поп музиката, Discovery Варна, България – награда за най-добро изпълнение
9. 2005 – Световен шампионат по изкуствата, Лос Анджелис, Калифорния – 1-ва награда и златен медал
10. 2005 – Песенен конкурс Евровизия, България,
11. 2006 – Blues to Bop festival, Лугано, Швейцария
12. 2006 – Международен джаз фестивал Банско, Bulgaria
13. 2017 - Национален конкурс за песен "Бургас и морето", Бургас
14. 2018 - Sofia Song Festival, София

## Турнета
- 1999: България/Норвегия/Германия/Дания
- 2000: България/Норвегия/Германия/Северна Македония
- 2001: България/Норвегия/Германия/Дания
- 2002: България/Норвегия/Германия/Дания
- 2003: България/Норвегия/Германия/Китай
- 2004: България/Китай
- 2005: България/Южна Корея
- 2006: България/Швейцария
- 2007: България
- 2008: България/САЩ
- 2009: САЩ
- 2010: България/САЩ/Англия/Ирландия
- 2011: България/САЩ
- 2012: САЩ
- 2015: България
- 2016: България
- 2017: България/Швеция/Финландия
- 2019: България
- 2022: България/Норвегия/Германия